# Radio Centraal (Bergambacht)
Radio Centraal was een Nederlandse omroeporganisatie voor radio en televisie voor de gemeente Bergambacht. De omroep werd in 1989 opgericht en fuseerde na een gemeentelijke herindeling op 1 januari 2015 met de andere omroepen uit de nieuwe gemeente tot RTV Krimpenerwaard.

## Radio

### Verzorgingsgebied
Het radiostation was opgezet voor de kernen Berkenwoude, Bergambacht en Ammerstol. In het verleden heeft ook Schoonhoven tot het vaste uitzendgebied behoord. In de kernen Berkenwoude, Bergambacht en Ammerstol had Radio Centraal een kabelfrequentie. In de vrije ether was Radio Centraal te beluisteren op 106.6 MHz en had een bereik in een straal van circa 20 km, gemeten vanuit Bergambacht. Hierdoor werden ook de gebieden rond Gouda, Nieuwerkerk a/d IJssel, Capelle a/d IJssel en de Alblasserwaard meegenomen.

### Programmering
Radio Centraal was 24 uur per dag in de lucht met als raamprogramma de uitzendingen van Radio West. Radio Centraal verzorgde wekelijks ongeveer 40 uur radio. Het zwaartepunt lag op de weekenden. Op zaterdag en zondag werd veel aandacht besteed aan actueel en verstrooiend nieuws. Op zondagmiddag stond de sport centraal in een drie uur durend programma. Daarnaast werd veel aandacht besteed aan muziek via programma's voor alle leeftijdsklassen.
In maart 2014 deed presentator Jeffrin Erkelens een gooi naar het wereldrecord radiomaken. Hij verbrak het met 188 uur. Het record werd niet veel later opnieuw verbroken door Lennart Creël van ClubFM.

## Televisie
Samen met RTV Zilverstad uit het naburige Schoonhoven verzorgde Radio Centraal een kabelkrant. Hierop waren nieuwsberichten over beide gemeentes te zien.

## Opheffing
Op 1 januari 2015 zijn de gemeenten Bergambacht, Schoonhoven, Vlist en Nederlek samengevoegd om de nieuwe gemeente Krimpenerwaard te vormen. Omdat bij wet slechts één publieke lokale omroep per gemeente mag zijn besloot Radio Centraal samen te gaan met Vrolek (Lekkerkerk) en RTV Zilverstad (Schoonhoven), om zo RTV Krimpenerwaard te vormen. Vlistam (Vlist) sloot in juli 2015 aan.